# Wendy Bonilla
Wendy Katerine Bonilla Candelo (nacida el 8 de julio de 2002) es una futbolista colombiana que juega como delantera. Actualmente juega en el Pumas Femenil de la Liga MX Femenil de México. 
Ha defendido la camiseta de América de Cali desde 2018, cuando participó en el Mundial Femenino Sub-17 de ese año, organizado en Uruguay. Además, ganó un título nacional con tal club. 

## Selección nacional
Su primera convocatoria fue en 2018 para poder participar del Mundial Femenino Sub-17 realizado en Uruguay. Tras este llamado, fue convocada en 2022 para el Sudamericano Femenino Sub-20 y para el Mundial Femenino Sub-20 de ese año.

### Participaciones en Copas del Mundo
| Copa                | Sede       | Resultado        | Partidos | Goles | Asist. |
| ------------------- | ---------- | ---------------- | -------- | ----- | ------ |
| Mundial Sub-17 2018 | Uruguay    | Fase de grupos   | 2        | 0     | 1      |
| Mundial Sub-20 2022 | Costa Rica | Cuartos de final | 1        | 0     | 0      |

## Clubes
| Club            | País     | Año           |
| --------------- | -------- | ------------- |
| Cortuluá        | Colombia | 2018          |
| América de Cali | Colombia | 2019-2020     |
| Alianza Lima    | Perú     | 2021          |
| América de Cali | Colombia | 2022-2024     |
| Pumas Femenil   | México   | 2025-presente |

## Palmarés

### Campeonatos nacionales
| Título        | Club            | País     | Año  |
| ------------- | --------------- | -------- | ---- |
| Liga Femenina | América de Cali | Colombia | 2019 |